# Tångeråsen; Vallarna
Tångeråsen; Vallarna este o arie protejată (arie specială de conservare — SAC, sit de importanță comunitară — SCI) din Suedia întinsă pe o suprafață de 3,6 ha, integral pe uscat.

## Localizare
Centrul sitului Tångeråsen; Vallarna este situat la coordonatele 63°33′23″N 13°48′42″E / 63.5563°N 13.8116°E.

## Înființare
Situl Tångeråsen; Vallarna a fost declarat sit de importanță comunitară în mai 2006 pentru a proteja 1 specie de animale. Situl a fost protejat și ca arie specială de conservare în decembrie 2017.

## Biodiversitate
Situată în ecoregiunea alpină, aria protejată conține 2 habitate naturale: Fânețe montane, Pajiști uscate europene.
La baza desemnării sitului se află o specie protejată de  nevertebrate: Lycaena helle.